# Kokorevka
Kokorevka è una cittadina della Russia europea occidentale, situata nella oblast' di Brjansk. È dipendente amministrativamente dal rajon Suzemskij.
Sorge nella parte meridionale della oblast', 83 chilometri a sud del capoluogo Brjansk, lungo la linea ferroviaria Brjansk-Konotop.